# Chic!
Chic! ou (Chique! (título em Portugal) ) é um filme francês de comédia romântica, realizado por Jérôme Cornuau. O filme exibido na França em 7 de janeiro de 2015 e em Portugal em 14 de maio do mesmo ano, sob a distribuição da Pris Audiovisuais.

## Elenco
- Fanny Ardant como Alicia Ricosi
- Marina Hands como Hélène Birk
- Éric Elmosnino como Julien Lefort
- Laurent Stocker como Alan Bergam
- Catherine Hosmalin como Caroline Langer
- Philippe Duquesne como Jean-Guy
- India Hair como Karine Lefort